# Argiolaus caesareus
Argiolaus caesareus är en fjärilsart som beskrevs av Christopher Aurivillius 1895.
Argiolaus caesareus ingår i släktet Argiolaus och familjen juvelvingar. Inga underarter finns listade i Catalogue of Life.